# جاي بي ووكر
جاي بي ووكر (بالإنجليزية: J. P. Walker)‏ هو متزلج على الثلوج أمريكي، ولد في 16 أكتوبر 1976 في مدينة سولت ليك في الولايات المتحدة.